# اقتصاد توفالو
توفالو هي دولة جزرية بولنيزية تقع في المحيط الهادئ، في منتصف الطريق بين هاواي وأستراليا. اقتصاد توفالو مقيد بسبب موقعها النائي وعدم وجود وفورات الحجم. الإيرادات الحكومية تأتي إلى حد كبير من تأجير لها محاسن غاية التلفزيون مجال المستوى الأعلى (TLD)؛ مبيعات طوابع البريد والعملة معدنية. تراخيص الصيد (تدفع في المقام الأول بموجب معاهدة التونة لجنوب المحيط الهادئ)؛ المنح المباشرة من الجهات المانحة الدولية (الجهات المانحة الحكومية وكذلك من بنك التنمية الآسيوي)؛ ودخل الصندوق الاستئماني توفالو (الذي أنشئ عام 1987 من قبل المملكة المتحدة، أستراليا، نيوزيلندا).